# Tống Thị Được
Tống Thị Được (chữ Hán: 宋氏特; 1680 – 5 tháng 3 năm 1716), còn có húy là Quyền (權), tôn hiệu Hiếu Minh Hoàng hậu (孝明皇后), là một Chánh cung của Minh vương Nguyễn Phúc Chu trong lịch sử Việt Nam.

## Tiểu sử
Hiếu Minh Hoàng hậu Tống Thị Được sinh năm Canh Thân (1680), nguyên quán ở huyện Hương Trà, phủ Thừa Thiên, là con gái của Chưởng doanh Hồ Văn Mai. Bà Được vốn mang họ Hồ, sau nhập cung được cải sang họ Tống.
Khi mới tiến cung, bà được xếp vào bậc Hữu cung tần (右宮嬪) rồi được tấn phong làm Chiêu nghi (昭儀), rất chúa Minh Nguyễn Phúc Chu yêu quý. Chiêu nghi Tống thị tính nhân từ, thuần hậu, trong cung ai cũng mến đức của bà.
Bà Chiêu nghi sinh được cho chúa Minh hai người con trai:
- Nguyễn Phúc Chú (hoặc Thụ) (14 tháng 1 năm 1697 – 7 tháng 6 năm 1738), kế vị Minh vương, được gọi là Ninh vương. Vua Gia Long truy tôn miếu hiệu Túc Tông (肅宗).
- Nguyễn Phúc Tứ (hoặc Đán) (16 tháng 2 năm 1700 – 18 tháng 7 năm 1753), có tài làm thơ, thuộc thông kinh sử, được truy tặng Thiếu sư Luân Quốc công.

Năm Bính Thân (1716), ngày 12 tháng 2 (âm lịch), bà Chiêu nghi Tống thị qua đời, hưởng dương 37 tuổi, được truy tặng làm Minh phi (明妃), liệt vào hàng Phu nhân (夫人), thụy là Từ Huệ (慈惠). Lăng của bà được gọi là lăng Vĩnh Thanh (nay thuộc phường Hương Hồ, thị xã Hương Trà, Huế).
Năm Giáp Tý (1744), Vũ vương Nguyễn Phúc Khoát gia tặng cho tổ mẫu làm Từ Huệ Cung Thục Ý Đức Kính phi (慈惠恭淑懿德敬妃).
Năm Gia Long thứ 5 (1806), vua truy tôn cho bà làm Từ Huệ Cung Thục Ý Đức Kính Mục Hiếu Minh Hoàng hậu (慈惠恭淑懿德敬穆孝明皇后), phối thờ cùng Hiển Tông Nguyễn Phúc Chu tại Thái Miếu, ở án thứ ba bên trái. Bài sách văn tấn tôn có lời rằng:
"Đón quẻ Kiền là quẻ Khôn sánh với đế gọi là hậu. Lễ đặt bởi nghĩa, kính với người tôn, là để tỏ lễ nhà tôn miếu. Kính nghĩ, Từ Huệ Cung Thục Ý Đức Tống Kính Phi điện hạ: dáng đẹp nổi trâm cài hoa giắt, đức tốt như ngọc cư, ngọc hành. Thùy mị đề tiên phòng gương mẫu ưu cần giúp chúa như thơ Kê minh chung đúc điềm Hoa chử tốt lành, thịnh vượng về sau thơ Lân chỉ. Cho nên nay trên đội ơn thừa, mở mang nghiệp lớn. Bèn xét lẽ văn, tán dương đức tốt. Cẩn tín sách vàng dâng tôn hiệu là: Từ Huệ Cung Thục Ý Đức Kính Mục Hiếu Minh Hoàng Hậu, thờ chung vào gian tả tam nhà Thái Miếu."